# Вимон Сайнимнуан
Вимон Сайнимнуан (тайск. วิมล ไทรนิ่มนวล) — тайский писатель-фантаст, лауреат литературной премии СЕАТО (2000). Центральные темы в произведениях Вимона: человеческие недостатки, роль женщины в современном обществе, образование, политика.

## Детство
Вимон Сайнимнуан родился в Тхонбури в 1955 году. В 1957 году родители приняли решение о переезде в провинцию Накхонпатхом. Родители выращивали и продавали рис. Жизнь в деревне и буддийское воспитание оказали сильное влияние на Вимона. В 11 лет семья уехала из Накхонпатхома, отец работал шахтером, мать работала поваром. Зарплаты родителей иногда не хватало даже на еду. Бедственное положение семьи осложнялось тем, что отец Вимона любил играть в азартные игры. Мальчик часто болел, страдал от мигреней. О голодном детстве Вимон писал в романе «Бедняк» (тайск. คนจน), который был опубликован в 1987 году.

## Образование, карьера
В 1975 году 17-летний Вимон опубликовал свой первый рассказ. В том же году он поступил в педагогический колледж в Бангкоке. Получив образование, Вимон устроился преподавателем в одну из школ Накхонпатхома. Там он познакомился со своей будущей женой Аруни. Через несколько лет молодая семья переехала в провинцию Аюттхая. Вимон работал преподавателем в школе около 10 лет, после чего ушел из профессии и посвятил свою жизнь писательству.
В 1982 году Вимон написал свой первый роман — роман для детей «Толстый паук» (тайск. แมงมุมอ้วน). В том же году он поступил в университет Синакхаринвирот в Бангкоке.
В 1983 году был опубликован первый сборник рассказов Вимона Сайнимнуана. Через некоторое время писатель открыл собственную типографию, закупив необходимое полиграфическое оборудование на заемные средства. В свой типографии он на заказ печатал различные переводы.
В 1984 году он за месяц написал роман «Змеи» (тайск. งู}), который считается одной из самых знаменитых работ писателя. По словам самого Вимона, он написал роман после прочтения романа Джона Стейнбека «Гроздья гнева» (1939). В своем романе он осуждает монахов, которые используют свое положение в обществе в собственных интересах, а также о связях монахов с нечестными тайскими политиками.
Другие романы Вимона Сайнимнуана: «Медиум» (1988, тайск. คนทรงเจ้า), «Властелин Земли» (1996, тайск. จ้าวแผ่นดิน), «Бессмертный» (тайск. อมตะ). В романе «Бессмертный» главный герой — бизнесмен, который клонировал самого себя, чтобы в будущем использовать органы своих клонов увеличения продолжительности собственной жизни.